# Аникеевы
Аникеевы (писались также Оникеевы) — древний русский дворянский род.
Одним из первых документальных упоминаний о роде Аникеевых относится 1547/1548 годах, где Илка Олетуфьев Оникеев подписал купчую на покупку поместья в Владимирском уезде.
Дворянский род этой фамилии начинает свою историю от Якова и Неклюда Аникеевых — помещиков Михайловского погоста в земле Новгородской, которые были 2 октября 1550 года пожалованы от великого князя Московского и всея Руси Ивана Грозного населёнными поместьями в Московском уезде.
Ровно два года спустя, Юрий, Истомин сын Аникеев, был убит при взятии Казани, и имя его было вписано в синодик московского Успенского Собора на вечное поминовение
Тимофей Константинович Аникеев поручился 20 марта 1562 года в 50 рублях по боярине князе Иване Дмитриевиче Бельском. В битве при Молодях в июле 1572 года погиб Тимофей Григорьевич Аникеев.
Аникеевы: Поздняк, Фома и Якуш опричники Ивана Грозного в 1573 году. В синодике опальных людей Ивана Грозного 1583 года на вечное поминовение внесены: Второй Фёдоров сын Аникеев казнен по делу Старицких в октябре 1569 года; Меньшой да Андрей Аникеевы казнены в Новгороде в январе-феврале 1570 г.; Иван Аникеев казнен в Пскове в октябре-феврале 1570 года; Бакака Аникеев казнен в Москве 21 июля 1570 года; Григорий Аникеев казнен в Москве 25 июля 1570 году по делу новгородского земского правительства и дворцовой прислуги.
В мае 1591 года по розыскному делу об убийстве царевича Дмитрия Ивановича, был допрошен его сытный сторож Иван Аникеев.
В снесённом Чудовом монастыре, вместе с захоронениями видных князей, бояр и духовенства в 1649 году захоронен придворный нищий Исай Аникеев.
В 1699 году тринадцать представителей рода Аникеевых владели в Российской империи населёнными имениями.

## Описание гербов

#### Герб. Часть I. № 37
Герб надворного советника Василия Аникеева: в верхней половине щита, в голубом поле, находятся два чёрных орлиных крыла с серебряною на каждом из них звездою, и между крыльями серебряная шпага, остроконечием обращенная в верх. В нижней половине, на красной полосе диагонально с левого верхнего к нижнему углу означенной, изображен золотой крест и по сторонам полосы в золотом поле сердце с пламенем и рог изобилия. Щит увенчан дворянскими шлемом и короною с павлиньими перьями. Намет на щите голубой и красный, подложен золотом.

#### Герб. Часть I. № 36.
Герб коллежского асессора Петра Аникеева: посредине серебряного щита, на красной полосе, положена серебряная шпага, остроконечием к левому верхнему углу. Верхнее угловое поле усеяно муравьями, а в нижнем поставлено голубое стропило и на поверхности оного изображено сердце с пламенем. Щит увенчан дворянскими шлемом и короною с страусовыми перьями и с золотою по середине их шестиугольною звездою. Намет на щите золотой, подложенный голубым и красным.

## Известные представители
- Аникеев Степан — вотчинник Новгородской Деревенской пятины в 1539 г.
- Аникеевы: Яков Исупов и Аникеев Юрий — сыны боярские, помещики Новгородской Бежецкой пятины в 1550 г., Юрий погиб в 1552 г. при взятии Казани.
- Аникеев Тимофей Григорьевич — сын боярский, помещик Нижнего уезда, убит в приход крымского царя Девлет-Кирея в 1571 г.
- Аникеев Филипп — помещик Нижнего уезда в 1597 г.
- Аникеев Лука Иванович — московский жилец в 1616—1643 г., дворовый сын боярский в 1643 г[8].
- Аникеев Иван Васильевич — нижегородский городской дворянин в 1627—1629 г.
- Аникеев Игнатий — дьяк, воевода в Новгороде-Великом в 1677 г[9].
- Аникеев Карп Андреевич — московский дворянин в 1678 г.
- Аникеев Василий Елизарович — московский дворянин в 1692 г.
- Аникеев Петр Елизарович — стряпчий в 1692 г[10].